# Държавен комитет на отбраната
Държавният комитет на отбраната (ДКО) е държавна институция в България, съществувала от 1952 до 1990 година (с прекъсване през 1953 – 1957 година). Тя има за цел да осъществява политически надзор над армията и военната промишленост и да взима стратегически решения по въпросите на сигурността.
Комитетът е създаден през 1952 година със секретно решение на Министерския съвет. Първоначално се предвижда той да има 6 члена в мирно време и 9 – в случай на война, като по-късно броят на членовете е увеличен до 13. Комитетът по това време е пряко подчинен на Министерския съвет, а председател е главнокомандващият Българската народна армия (министър-председателят, а след 1971 година – председателят на Държавния съвет).
Живковската конституция от 1971 година за пръв път урежда публично статута на ДКО, който дотогава функционира на основата на секретни документи, и го поставя на подчинение на Държавния съвет. През 70-те години се създава и самостоятелна администрация на комитета. Със закриването на Държавния съвет през 1990 година е прекратено съществуването и на ДКО.